# Logitech MX Air

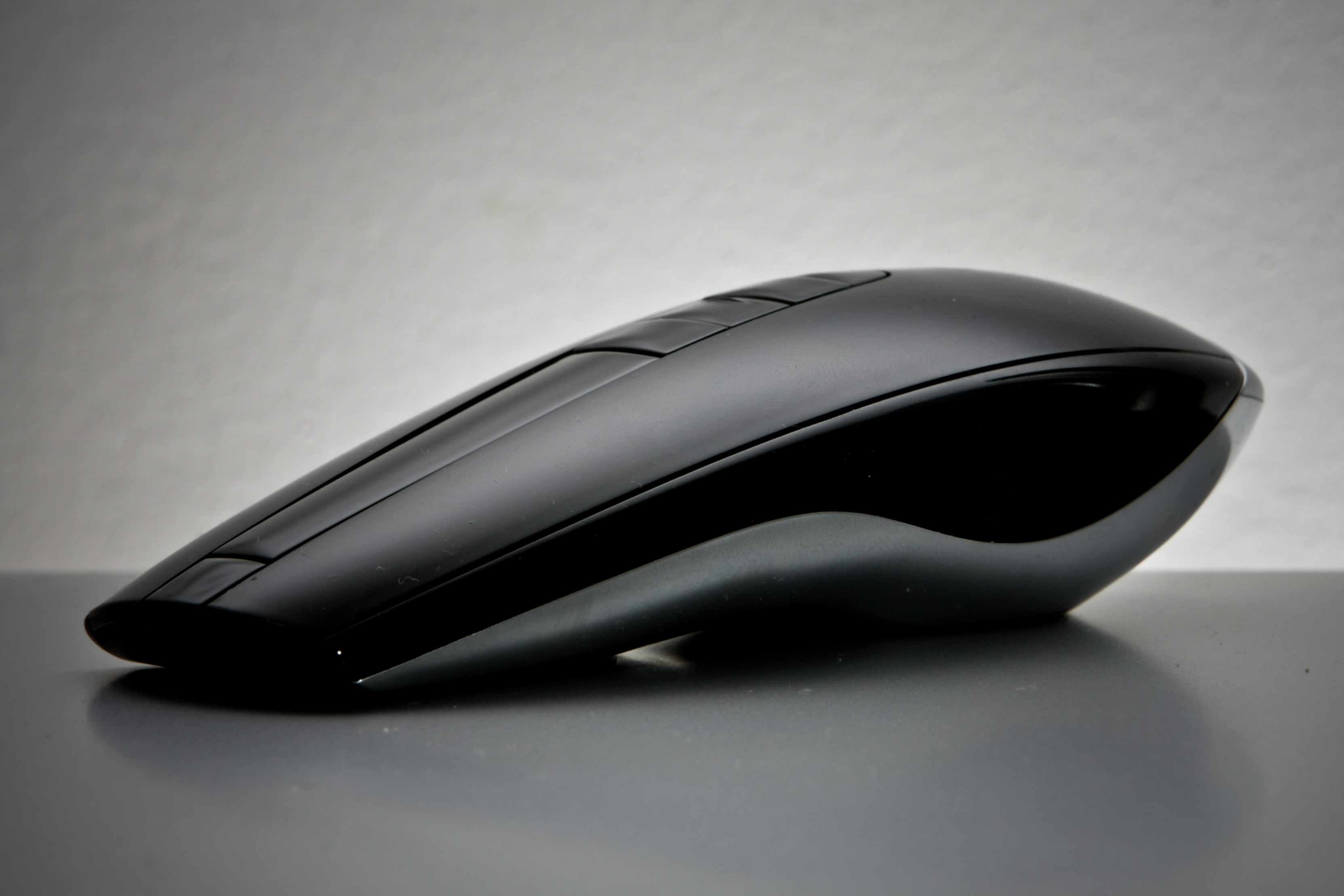
Logitech MX Air

Logitech MX Air Rechargeable Cordless Air Mouse — лазерная с микроэлектромеханическими датчиками движения (MEMS) беспроводная компьютерная мышь. Была разработана в рамках линейки «Домашний медиацентр» наряду с клавиатурами Logitech diNovo Edge и diNovo Mini.

## Описание
Logitech MX Air представляет собой высокотехнологичную мышь, оборудованную двумя системами отслеживания движения. Первая — высокоточная лазерная система. Она позволяет MX Air работать на столе, как традиционной лазерной мыши. Вторая система основана на технологии Freespace, использующей MEMS-сенсоры IDG-300 (MEMS — микроэлектромеханические системы). Данная система позволяет управлять курсором, подняв мышь в воздух, как обычный пульт от телевизора. Сенсоры отслеживают движение передней части MX Air в пространстве, передавая информацию процессору обработки сигналов. Работа MEMS очень мало зависит от положения мыши относительно её продольной оси. Таким образом, Logitech MX Air сохраняет работоспособность, даже будучи повёрнута на бок или лазером вверх. Тем не менее, при повороте относительно поперечной оси на большой угол, датчики работают неустойчиво (курсор не будет нормально двигаться при перемещении мыши в воздухе в горизонтальной плоскости. Это справедливо в любом положении её корпуса). Питание мыши осуществляется от встроенного литий-ионного аккумулятора, подзаряжаемого от электросети, когда мышь установлена в специальную зарядную стойку («стакан»). По утверждениям разработчиков, полная зарядка аккумулятора происходит в течение двух часов, после этого энергии хватает на четыре дня активного использования. В качестве колеса прокрутки используется вертикальная сенсорная панель, реагирующая на скорость движения пальца увеличением скорости прокрутки. Эта панель совмещена с двумя кнопками вертикального направления ускоренной прокрутки. Движение пальца по сенсорной панели сопровождается тихими щелчками из встроенного в мышь микродинамика, что позволяет определить реальную скорость и инерцию прокрутки.
Рекламный слоган Logitech MX Air — «On the Desk. In the Air.» («На столе. В воздухе.»)

## Программное обеспечение
Программное обеспечение для Logitech MX Air представлено программой Logitech SetPoint для Windows XP/Vista и Logitech Control Center для Mac OS X. С помощью этих программ можно настраивать чувствительность мыши на столе и в воздухе, скорости и инерционности прокрутки документов и назначение кнопок.